# 折衷派異教

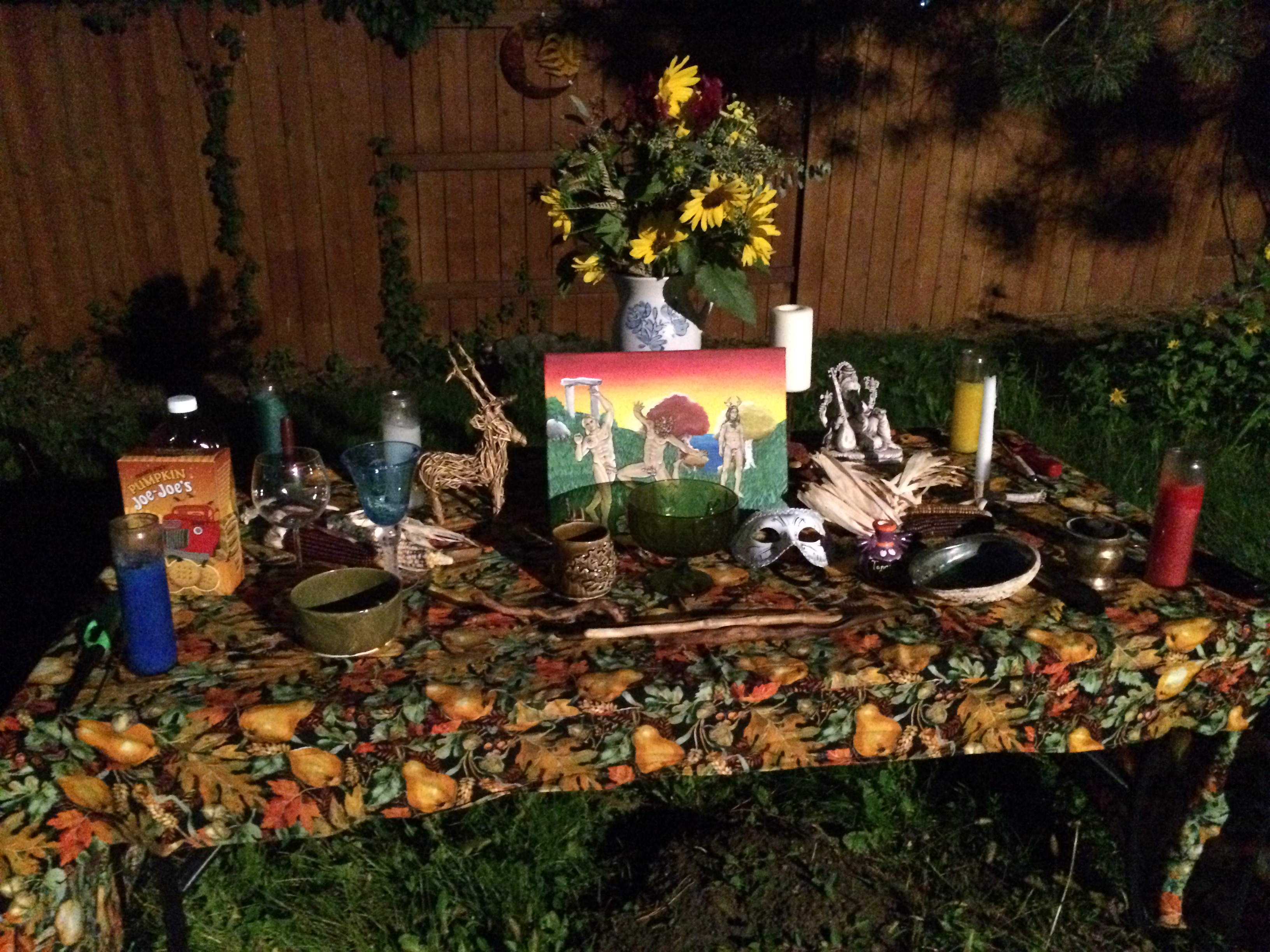
犹他州盐湖城的盐湖异教徒协会举办的Mabon-Fall Equinox 2015 祭坛活动。

折衷派異教，有時也稱為普遍主義或非宗派異教，是新異教主義的一種形式，信徒將異教與其他宗教或哲學的各個方面融合在一起。在《新時代手冊》一書中，梅麗莎·哈靈頓說：「折衷派異教徒不遵循任何特定的異教，而是遵循異教的宗教道路，其中包括對古代神靈的崇敬、參與神奇的世界觀、管理和關心地球，以及自然宗教」。折衷派異教的做法在北美和不列顛群島的異教徒中特別受歡迎。
折衷派異教主義與重建主義異教是不一樣的：重建主義者力求對特定群體或時期的歷史宗教傳統的真實性，而折衷主義借鑒了幾種不同的文化、哲學和時期。
折衷派異教徒立場有許多好處和壞處。它是廣泛的，並且允許各種實踐和信仰，沒有具體的規則，信徒可以探索各種宗教、哲學、實踐和文化，同時保持在折衷派異教徒的範圍內。有些人還創造了自己的信仰、哲學和規則。這個立場也可能令人困惑，有些人不贊成模糊文化之間的界限，從而導致文化盜用。

## 外部連結
- Eclectic Pagans （页面存档备份，存于）
- Eclectic Traditions （页面存档备份，存于）